# Protección civil en España

Emblema de Protección Civil de España.

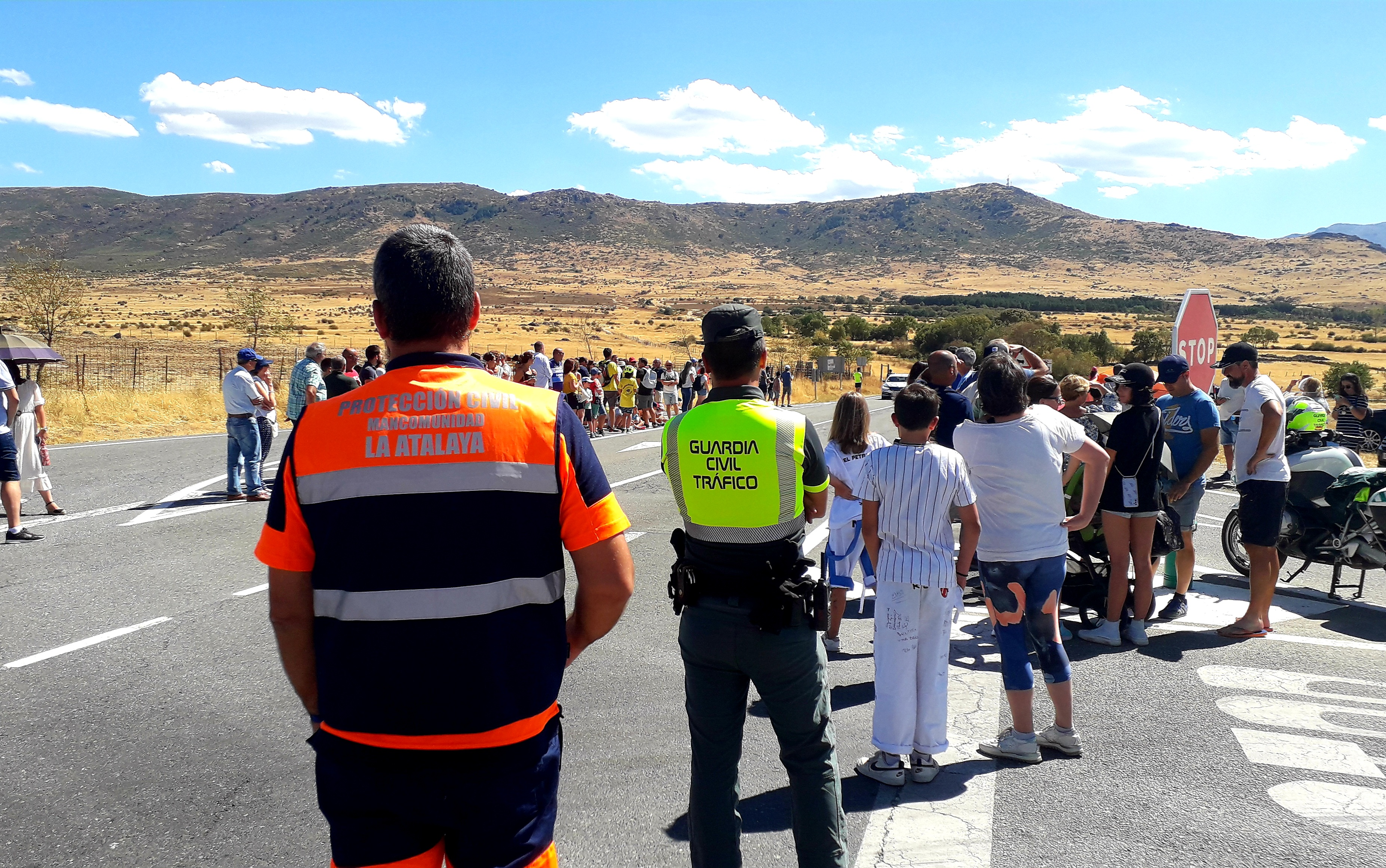
Protección Civil de la Mancomunidad de La Atalaya cooperando con la Guardia Civil en Trescasas durante la Vuelta Ciclista

En España, la acción permanente de los poderes públicos, en materia de protección civil, se orienta al estudio y prevención de las situaciones de grave riesgo, catástrofe o calamidad pública y a la protección y socorro de personas y bienes en los casos en que dichas situaciones se produzcan.
La protección civil es un servicio público en cuya organización, funcionamiento y ejecución participan las diferentes Administraciones Públicas, así como los ciudadanos mediante el cumplimiento de los correspondientes deberes y la prestación de su colaboración voluntaria.
En los supuestos de declaración de los estados de alarma, excepción o sitio, la protección civil queda sometida, en todas sus actuaciones, a las autoridades competentes en cada caso.

## Normativa

### Ámbito estatal

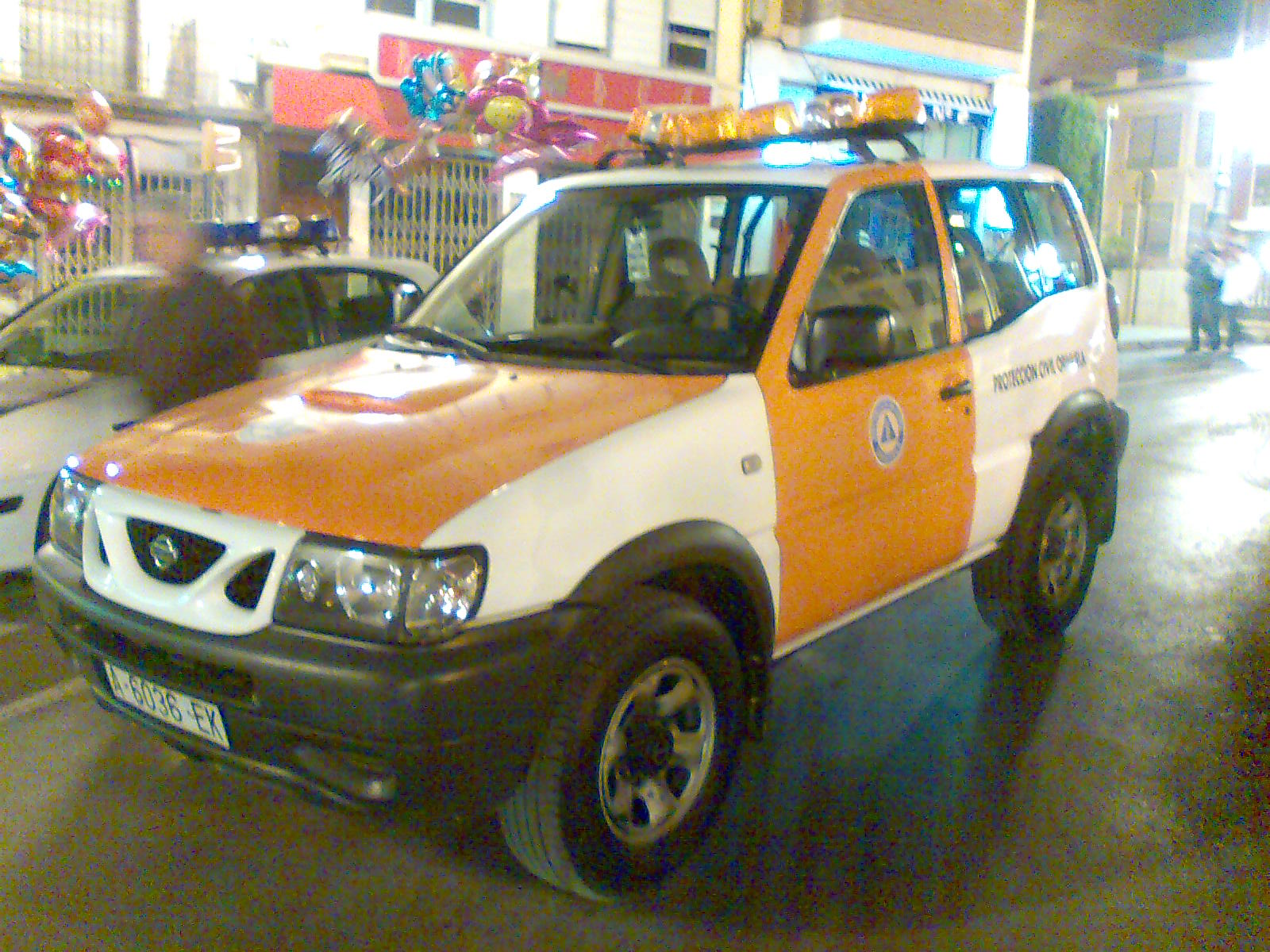
Vehículo de Protección Civil de Orihuela (Alicante) España.

La protección civil encuentra actualmente su fundamento jurídico, dentro de la Constitución, en la obligación de los poderes públicos de garantizar el derecho a la vida y a la integridad física, como primero y más importante de todos los derechos fundamentales –art. 15– en los principios de unidad nacional y solidaridad territorial –art. 2– y en las exigencias esenciales de eficacia y coordinación administrativa –art. 103–. Mediante Ley, con arreglo al artículo 30.4 de la Constitución, podrán imponérseles deberes a los ciudadanos para hacer frente a los casos de grave riesgo, catástrofe o calamidad pública, auténticos presupuestos de hecho de la protección civil.
Sobre esta base se aprobó la Ley 17/2015, de 9 de julio, del Sistema Nacional de Protección Civil
Complementan el marco normativo estatal las siguientes normas:

Logotipo de Protección Civil de Cataluña, España.

- Real Decreto 524/2023, de 20 de junio, por el que se aprueba la Norma Básica de Protección Civil.[2]
- Real Decreto 1378/1985, de 1 de agosto, sobre medidas provisionales para la actuación en situaciones de emergencia en los casos de grave riesgo, catástrofe o calamidad pública.[3]
- Real Decreto 393/2007, de 23 de marzo, por el que se aprueba la Norma Básica de Auto protección de los centros, establecimientos y dependencias dedicados a actividades que puedan dar origen a situaciones de emergencia modificada por Real Decreto 1468/2008, de 5 de septiembre.[4][5]
- Directriz Básica de Planificación de Protección Civil ante el Riesgo de Inundaciones .[6] [7]

### Ámbito autonómico
- Ley 4/1997, de 20 de mayo, de Protección Civil de Cataluña.[8]
- Ley 5/2007, de 7 de mayo, de emergencias de Galicia[9]
- Ley 30/2002, de 17 de diciembre, de Protección Civil y Atención de Emergencias de Aragón[10]
- Ley 4/2007, de 28 de marzo, de Protección Ciudadana de Castilla y León[11]
- Decreto 165/2018, de 4 de Diciembre, de Protección Civil de la Comunidad de Madrid
- Ley 13/2010, de 23 de noviembre, de Protección Civil de la Comunidad Valenciana
- Ley 3/2023, de 5 de abril, de Emergencias y Protección Civil de la Región de Murcia. [12]

## Directrices y planes
La Ley sobre Protección Civil, establece que el Gobierno aprobará, a propuesta del Ministerio del Interior, una Norma Básica de Protección Civil que contendrá las directrices especiales para la elaboración, entre otros, de los Planes Especiales por sectores de actividad, tipos de emergencia o actividades concretas. De acuerdo con este Real Decreto, serán objeto de Planes Especiales, entre otras, las emergencias por inundaciones y que estos Planes serán elaborados de acuerdo con la correspondiente Directriz Básica. 
Las líneas de actuación en las situaciones de emergencia vienen determinadas por los planes regulados en la Norma Básica de Protección Civil que contiene las directrices esenciales para la elaboración de dichos planes.
Todos los planes deben ser elaborados y homologados por las Administraciones Públicas con arreglo a sus competencias, pueden ser Territoriales y especiales y deben integrar los planes de protección civil de ámbito inferior y los de auto protección que correspondan.

### Planes básicos
Los riesgos propios de emergencias nucleares y situaciones bélicas son objeto de planes específicos, que siempre son de ámbito estatal y se denominan planes básicos.
- Plan básico sobre emergencia nuclear (PLABEN).[14]

### Planes territoriales
Estos planes están circunscritos a un ámbito territorial y organizan los servicios y recursos destinados a la Protección Civil tanto públicos como privados. Los más amplios son los que abarcan cada Comunidad Autónoma (que pueden tener o no el carácter de plan director) y han de integrar a los planes territoriales de ámbito inferior.
| Comunidad autónoma   | Denominación del plan | Carácter director | Fecha de aprobación      |
| -------------------- | --------------------- | ----------------- | ------------------------ |
| Andalucía            | PTEAnd                | Sí                | 22 de noviembre de 2011  |
| Aragón               | PLATEAR               | Sí                | 26 de diciembre de 2014  |
| Asturias             | PLATERPA              | Sí                | 16 de julio de 2014      |
| Baleares             | PLATERBAL             | Sí                | 29 de agosto de 2014     |
| Canarias             | PLATECA               | Sí                | 22 de mayo de 2015       |
| Cantabria            | PLATER-CANT           | Sí                | 18 de noviembre de 2005  |
| Castilla-La Mancha   | PLATECAM              | Sí                | Diciembre de 2005        |
| Castilla y León      | PLANCAL               | No                | 13 de noviembre de 2003  |
| Cataluña             | PROCICAT              | Sí                | 16 de mayo de 1995       |
| Ceuta                | PLATERCE              | Sí                | 7 de mayo de 2003        |
| Extremadura          | PLATERCAEX            | Sí                | 28 de junio de 1994      |
| Galicia              | PLATERGA              | Sí                | Julio de 1994            |
| La Rioja             | PLATERCAR             | Sí                | 30 de septiembre de 2011 |
| Madrid               | PLATERCAM             | Sí                | 17 de diciembre de 1992  |
| Melilla              | PLATERME              | Sí                | 14 de noviembre de 1997  |
| Murcia               | PLATEMUR              | Sí                | 2 de agosto de 2002      |
| Navarra              | PLATENA               | Sí                | 3 de junio de 1996       |
| País Vasco           | LABI                  | Sí                | 24 de junio de 1997      |
| Comunidad Valenciana | PTECV                 | Sí                | 13 de septiembre de 2013 |

### Planes especiales
Estos planes se circunscriben a ciertos riesgos específicos que requieren metodologías técnicas y científicas adecuadas a cada uno. Estos riesgos son  inundaciones, seísmos, químicos, transportes de mercancías peligrosas, incendios forestales y volcánicos. Los planes especiales contra estos riesgos pueden ser de ámbito estatal, supracomunitario y también inferior a una comunidad autónoma. En este último caso pueden estar integrados en el territorial de la comunidad autónoma si tiene el carácter de director.
- Región de Murcia:
  - INUNMUR: Plan Especial de Protección Civil ante Inundaciones de la Región de Murcia. [36]

## Actuaciones preventivas
Sin perjuicio de las funciones y competencias que en materia de prevención de riesgos específicos otorgan las leyes a las diferentes Administraciones públicas, corresponderán también a éstas las siguientes actuaciones preventivas en materia de protección civil:
- La realización de pruebas o simulacros de prevención de riesgos y calamidades públicas.
- La promoción y control de la auto protección corporativa y ciudadana.[4]
- Asegurar la instalación, organización y mantenimiento de servicios de prevención y extinción de incendios y salvamento.
- Promover, organizar y mantener la formación del personal de los servicios relacionados con la protección civil y, en especial, de mandos y componentes de los servicios de prevención y de extinción de incendios y salvamento.
- La promoción y apoyo de la vinculación voluntaria y desinteresada de los ciudadanos a la protección civil, a través de organizaciones que se orientarán, principalmente, a la prevención de situaciones de emergencia que puedan afectarlos en el hogar familiar, edificios para uso residencial y privado manzanas, barrios y distritos urbanos, así como el control de dichas situaciones, con carácter previo a la actuación de los servicios de protección civil o en colaboración con los mismos.
- Asegurar el cumplimiento de la normativa vigente en materia de prevención de riesgos, mediante el ejercicio de las correspondientes facultades de inspección y sanción, en el ámbito de sus competencias.

## Sistema Nacional de Protección Civil

### Ámbito estatal

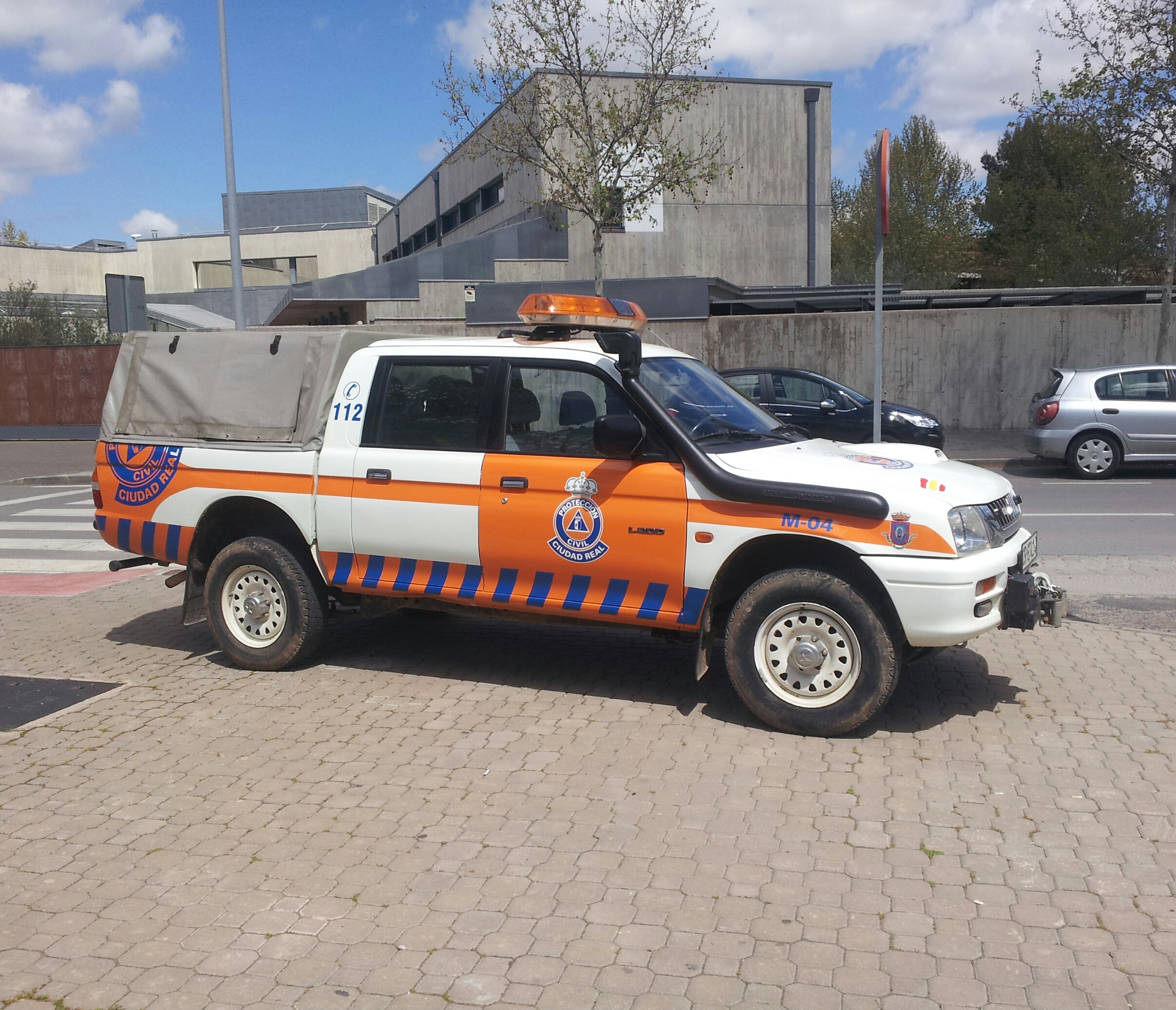
Coche de Protección Civil en Ciudad Real, España.

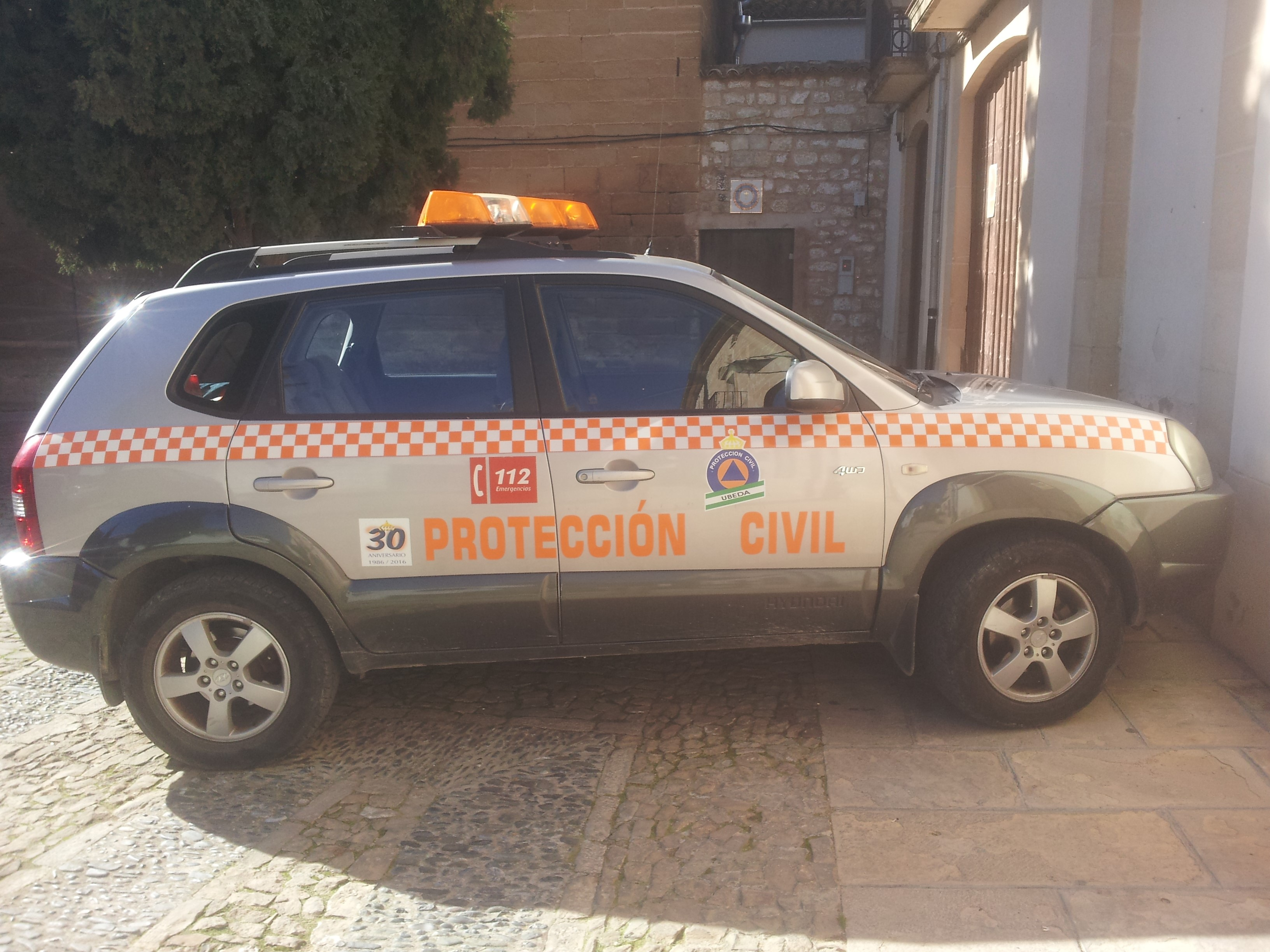
Vehículo de Protección Civil de Úbeda (Jaén) España.

De acuerdo con la ley 17/2015, el Ministerio del Interior ejerce la superior dirección, coordinación e inspección de las acciones y los medios de ejecución de los planes de protección civil de competencia estatal.

#### Dirección General de Protección Civil y Emergencias
El órgano directivo de la Protección Civil en España es la Dirección General de Protección Civil y Emergencias, que depende del Ministerio del Interior. Este órgano es el que asume las competencias que la Ley 2/1985 de Protección Civil atribuye al mencionado Departamento.

#### Consejo Nacional de Protección Civil
El Consejo Nacional de Protección Civil, antiguamente denominado «Comisión Nacional de Protección Civil», es el órgano de cooperación en esta materia y está integrado por representantes de la Administración General del Estado, de las comunidades autónomas y también de las entidades locales a través de la Federación Española de Municipios y Provincias (FEMP).

#### Escuela Nacional de Protección Civil
En la Escuela Nacional de Protección Civil se forma y entrena el personal de los servicios de incluidos en el Sistema Nacional de Protección Civil, tanto profesional como voluntario con el objetivo de contribuir al mantenimiento y mejora de las capacidades del sistema para gestionar el riesgo e intervenir ante una emergencia. El plan de formación se ocupa de los conocimientos del análisis y la prevención de riesgos (tanto naturales como derivados de la actividad humana), la planificación y intervención operativa y rehabilitación en catástrofes, así como la formación de un carácter más general.
La Escuela se encuentra integrada en la Dirección General de Protección Civil y Emergencias del Ministerio del Interior.

### Comunidades autónomas
La Comisión de Protección Civil de cada comunidad autónoma está compuesta por representantes de la Administración del Estado, de la comunidad autónoma y de las Corporaciones Locales incluidas en su ámbito territorial.

### Ámbito local
Dentro de los deberes que los municipios tienen obligación de prestar, según el Artículo 25.2 f) de la Ley 7/1985, de 2 de abril, Reguladora de las Bases del Régimen Local, se incluyen «Policía local, protección civil, prevención y extinción de incendios». Sin embargo, la obligación legal real de la prestación de esos servicios recae solamente sobre aquellos municipios con más de 20.000 habitantes en base al Artículo 26.1 c) de la ya mencionada Ley.

## Deberes y obligaciones

Medalla al mérito de Protección Civil en España.

Todos los ciudadanos, a partir de la mayoría de edad, estarán sujetos a la obligación de colaborar, personal y materialmente, en la protección civil, en caso de requerimiento por las autoridades competentes.
La obligación mencionada se concretará, fundamentalmente, en el cumplimiento de las medidas de prevención y protección para personas y bienes establecidos por las leyes y las disposiciones que las desarrollen, en la realización de las prácticas oportunas y en la intervención operativa en las situaciones de emergencia que las circunstancias requieran.
En los casos de grave riesgo, catástrofe o calamidad pública, todos los residentes en territorio nacional estarán obligados a la realización de las prestaciones personales que exija la autoridad competente, sin derecho a indemnización por esta causa, y al cumplimiento de las órdenes generales o particulares que dicte.

## Voluntariado de Protección Civil

### Estructura jerárquica a nivel operativo del voluntariado
|                  |                    |                       |                          |                |                 |               |                |            |            |
| Coordinador Jefe | Jefe de Agrupación | Subjefe de Agrupación | Secretario de Agrupación | Jefe de Unidad | Jefe de Sección | Jefe de Grupo | Jefe de Equipo | Voluntario | Voluntario |

## Titulaciones
En el sistema educativo español, existen las titulaciones de:
- Grado universitario en seguridad y control de riesgo.

- Técnico Superior en Coordinación de Emergencias y Protección Civil[39]
- Técnico en Emergencias y Protección Civil[40]

### Comunidades autónomas
- Protección Civil de la Generalidad de Cataluña
- Asociación de Agrupaciones de Voluntarios de Protección Civil de la Comunidad Valenciana
- Nueva Federación Catalana de Protección Civil
- Protección civil y emergencias en Aragón

### Directrices Básicas y Planes específicos estatales
- Resolución de 5 de mayo de 1995, de la Secretaría de Estado de Interior, por la que se dispone la publicación del Acuerdo del Consejo de Ministros por el que se aprueba la Directriz Básica de Planificación de Protección Civil ante el Riesgo Sísmico Directriz Básica de Protección Civil ante el Riesgo Sísmico
- Plan Estatal de Protección Civil ante el Riesgo Sísmico (Plan Director).

- Datos: Q16622550
- Multimedia: Civil defense of Spain / Q16622550